# Парламентские выборы в Антигуа и Барбуде (1994)
Парламентские выборы в Антигуа и Барбуде проходили 8 марта 1994 года для избрания 17 членов Палаты представителей парламента Антигуа и Барбуды. В результате победу одержала правящая Лейбористская партия под руководством Лестера Бёрда. Бёрд был назначен лидером лейбористов перед выборами после того, как его отец и предшественник Вере Бёрд объявил о своем намерении уйти в отставку. Лестер Бёрд стал премьер-министром после выборов. Явка избирателей составила 62,3 %. Это были первые выборы, в которых участвовала Объединённая прогрессивная партия под руководством будущего премьер-министра Болдуина Спенсера.
Выборы были охарактеризованы как справедливые, но несвободные, поскольку были омрачены рядом проблем, в том числе неспособностью гарантировать тайное голосование, несовершенным процессом регистрации, открытым для злоупотреблений, и раздуванием реестра избирателей на 25 % именами умерших людей или эмигрантов.

## Результаты
| Партия                                | Партия                                         | Голоса | %      | Места | +/-   |
| ------------------------------------- | ---------------------------------------------- | ------ | ------ | ----- | ----- |
|                                       | Лейбористская партия                           | 14 763 | 54.,44 | 11    | -4    |
|                                       | Объединённая прогрессивная партия              | 11 852 | 43,71  | 5     | +4    |
|                                       | Народное движение Барбуды                      | 367    | 1,35   | 1     | 0     |
|                                       | Рабочие, объединённые в символизацию Конгресса | 11     | 0,04   | 0     | новая |
|                                       | Независимые                                    | 123    | 0,45   | 0     | 0     |
| Всего                                 | Всего                                          | 27 116 | 100    | 17    | 0     |
| Действительных бюллетеней             | Действительных бюллетеней                      | 27 116 | 99,46  | -     | -     |
| Недействительных/пустых бюллетеней    | Недействительных/пустых бюллетеней             | 147    | 0,54   | -     | -     |
| Всего голосов                         | Всего голосов                                  | 27 263 | 100    | -     | -     |
| Зарегистрированных избирателей / Явка | Зарегистрированных избирателей / Явка          | 43 749 | 62,32  | -     | -     |
| Источники: Nohlen                     |                                                |        |        |       |       |